# بریتانیا را تمیز نگاه دار

مرد پاکیزه، لوگو رسمی جنبش بریتانیا را تمیز نگاه دار

بریتانیا را تمیز نگاه دار (انگلیسی: Keep Britain Tidy) عنوان یک حرکت اجتماعی در بریتانیا بود که توسط جنبش محیط زیست (ENCAMS) تشکیل شد. اهداف جنبش بریتانیا را تمیز نگاه دار ترغیب مردم برای رها نکردن زباله در معابر و اماکن عمومی و پاکیزگی محیط زیست بود. عبارت بریتانیا را تمیز نگاه دار در فرهنگ مردم بریتانیا متداولاً استفاده می‌گردد. جنبش بریتانیا را تمیز نگاه دار در سال ۱۹۵۵ میلادی تأسیس گردید.